# Кантонская кухня

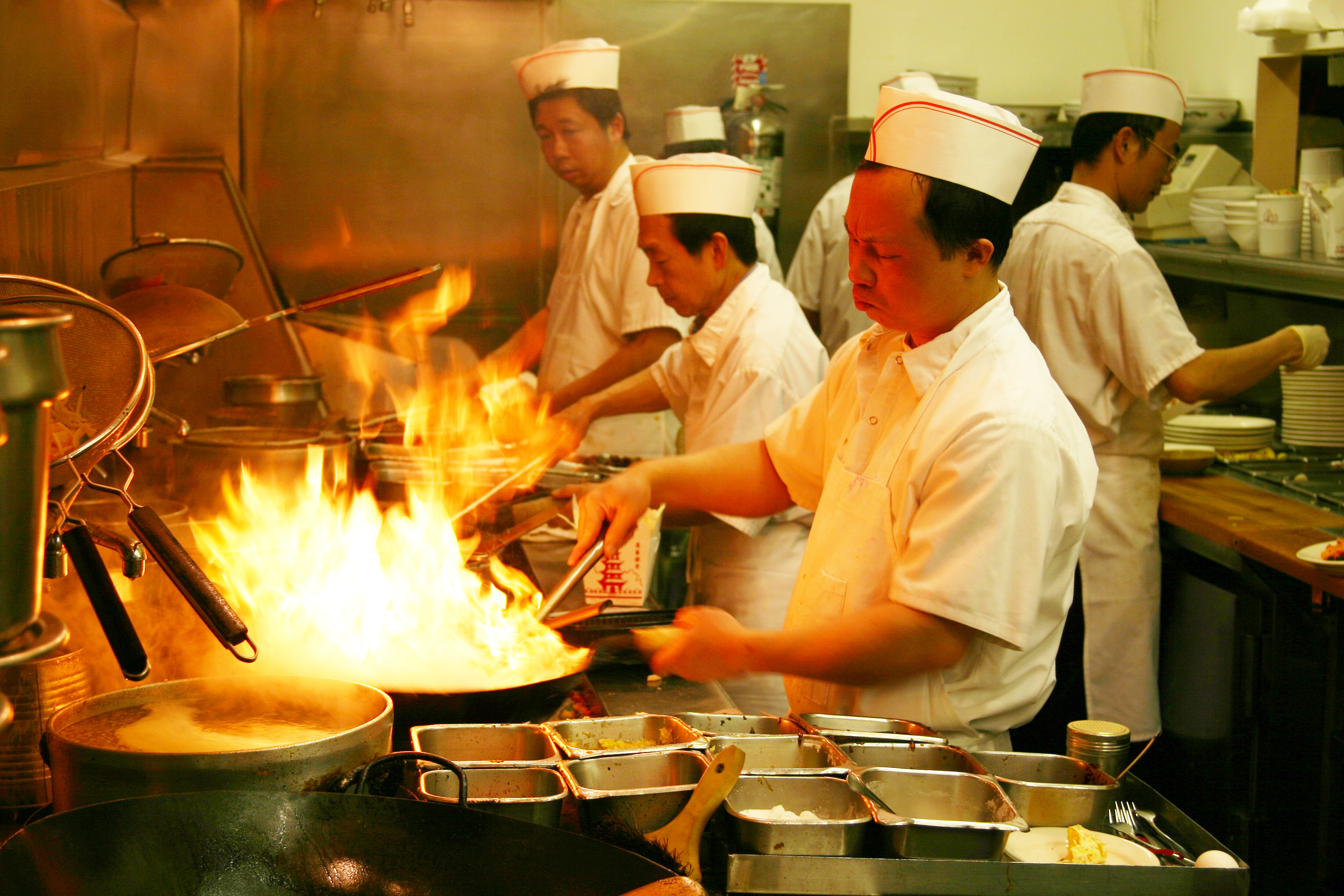
Повара, готовящие при помощи воков

Канто́нская ку́хня (кит. трад. 粵菜, упр. 广东菜 «юэцай»; также гуанчжоуская, гуандунская кухня или кухня юэ) — совокупность кулинарных традиций населения китайской провинции Гуандун, в особенности её столицы Гуанчжоу, а также прилегающих районов в дельте Жемчужной реки, включая Гонконг и Макао. В более узком смысле к кантонской кухне относят кухню Гуанчжоу или носителей кантонского диалекта, однако её рассматривают как совокупность кулинарных стилей всех носителей языков группы юэ в Гуандуне.
Одна из восьми кулинарных традиций китайской кухни. Кухня провинции Гуандун отличается сладковатым вкусом блюд, акцентом на свежесть продуктов, минимальной обработкой ингредиентов, сохранением естественных вкусов, а также использованием соусов в качестве основной приправы.
Чаошаньская кухня и кухня хакка в провинции Гуандун считаются отдельными кулинарными направлениями. Однако исследователи часто делят гуандунскую кухню на три основные группы в зависимости от региональных диалектов: кантонская, хакка и чаошаньская кухни. Кухня соседней провинции Гуанси также рассматривается как самостоятельная, несмотря на то, что восточная часть Гуанси считается кантонской в культурном отношении из-за присутствия этнических чжуанских влияний в остальной части провинции.
Гуанчжоуская кухня является наиболее известной за пределами Китая, что связано с большим числом эмигрантов из Гуандуна. Обученные кантонской кухне повара высоко востребованы по всему Китаю. До конца XX века большинство китайских ресторанов на Западе подавали в основном блюда кантонской кухни.

## Общие сведения

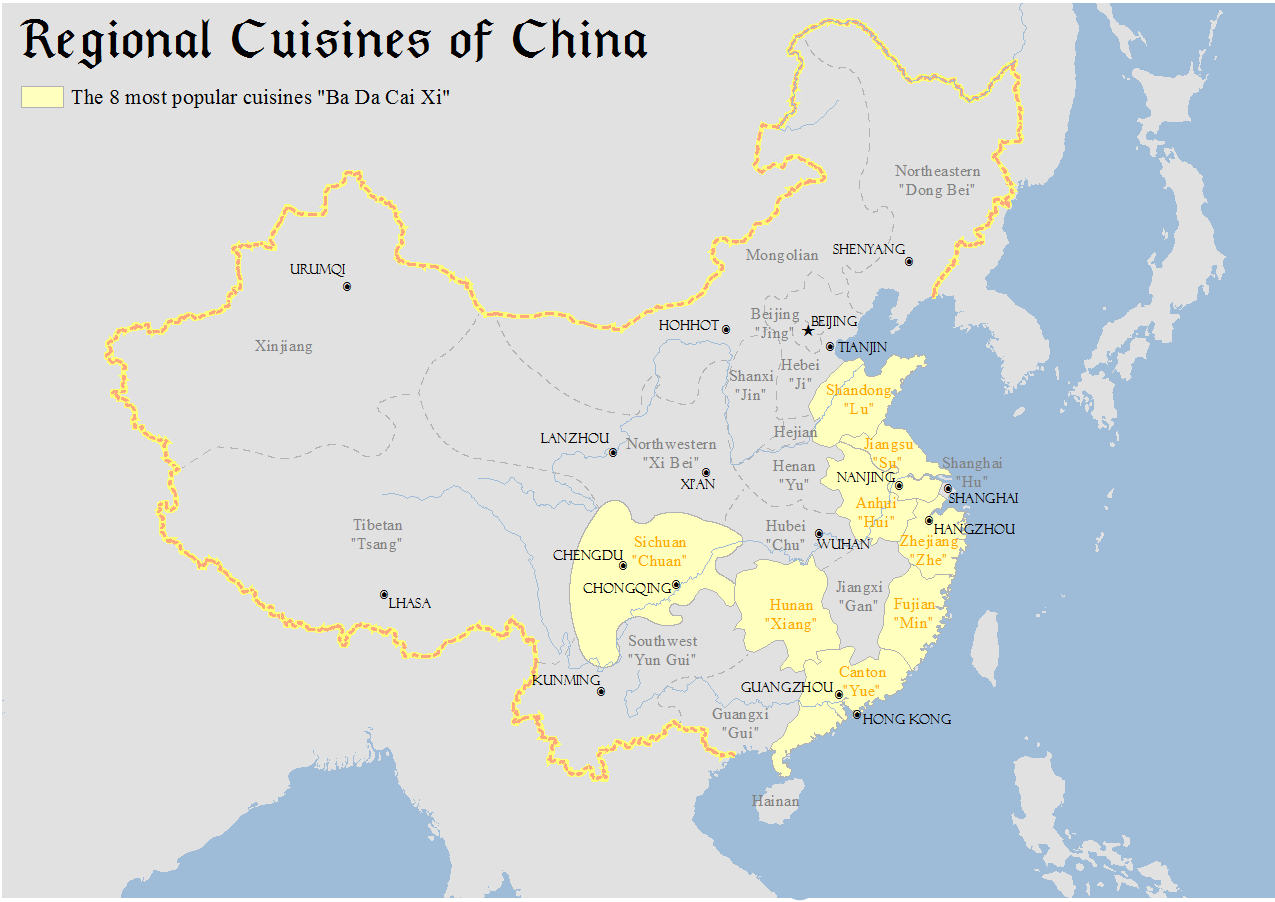
Карта с основными региональными кухнями Китая

Гуанчжоу, столица провинции Гуандун, издавна является торговым портом, и в кантонской кухне используется большое количество импортных продуктов и ингредиентов. Помимо свинины, говядины и курицы, кантонская кухня включает практически все съедобные виды мяса, в том числе субпродукты, куриные лапки, язык утки, лягушачьи лапки, змей и улиток. Однако баранина и козлятина используются реже, чем в кухнях северного или западного Китая. Используется множество кулинарных методов, при этом наибольшее предпочтение отдаётся приготовлению на пару и жарке с помешиванием, так как они отличаются удобством и быстротой. К другим методам относятся неглубокое прожаривание, двойная парка, тушение и глубокое прожаривание.
Многие повара традиционной кантонской кухни считают, что вкус каждого блюда должен быть хорошо сбалансированным и не жирным. Кроме того, специи следует использовать в небольших количествах, чтобы они не преобладали над вкусом основных ингредиентов, а последние, в свою очередь, должны быть как можно более свежими и качественными. В кантонской кухне свежая зелень используется не так часто, как в таких кухнях, таких как сычуаньская, европейская, тайская и вьетнамская. Заметными исключениями являются лук клубневой и кориандр: первый чаще всего используется как овощ, а второй — как подаваемый в большинстве блюд гарнир.

## Характерные блюда

### Соусы и приправы
В кантонской кухне используется ряд ингредиентов, таких как сахар, соль, соевый соус, рисовое вино, кукурузный крахмал, уксус, зелёный лук и кунжутное масло, обеспечивающих улучшение вкуса. При этом в некоторых блюдах широко используется чеснок, особенно тех, где внутренние органы, например кишки, могут выделять неприятные запахи. Также используется имбирь, перец чили, приправа из пяти специй, молотый чёрный перец, бадьян и несколько других специй, но зачастую в небольших количествах.
| Русский              | Кит. трад. | Кит. упр.  | Ютпхин                      | Пиньинь              |
| -------------------- | ---------- | ---------- | --------------------------- | -------------------- |
| Соус из чёрных бобов | 蒜蓉豆豉醬 | 蒜蓉豆豉酱 | syun3 jung4 dau6 si6 zoeng3 | suànróng dòuchǐjiàng |
| Соус чашао           | 叉燒醬     | 叉烧酱     | caa1 siu1 zoeng3            | chāshāojiàng         |
| Соус чжухоу          | 柱侯醬     | 柱侯酱     | cyu5 hau4 zoeng3            | zhùhóujiàng          |
| Соус хойсин          | 海鮮醬     | 海鲜酱     | hoi2 sin1 zoeng3            | hǎixiānjiàng         |
| Соус лушуй           | 滷水       | 卤水       | lou5 seoi2                  | lǔshuǐ               |
| Устричный соус       | 蠔油       | 蚝油       | hou4 jau4                   | háoyóu               |
| Сливовый соус        | 蘇梅醬     | 苏梅酱     | syun1 mui4 zoeng3           | sūméijiàng           |
| Красный уксус        | 大紅浙醋   | 大红浙醋   | daai6 hung4 zit3 cou3       | dàhóngzhècù          |
| Креветочная паста    | 鹹蝦醬     | 咸虾酱     | haam4 haa1 zoeng3           | xiánxiājiàng         |
| Кисло-сладкий соус   | 糖醋醬     | 糖醋酱     | tong4 cou3 zoeng3           | tángcùjiàng          |

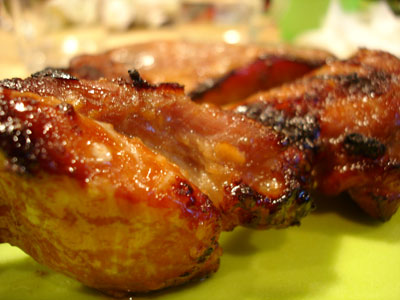
Чашао часто маринуют со сливовым соусом и мёдом для сладкого вкуса
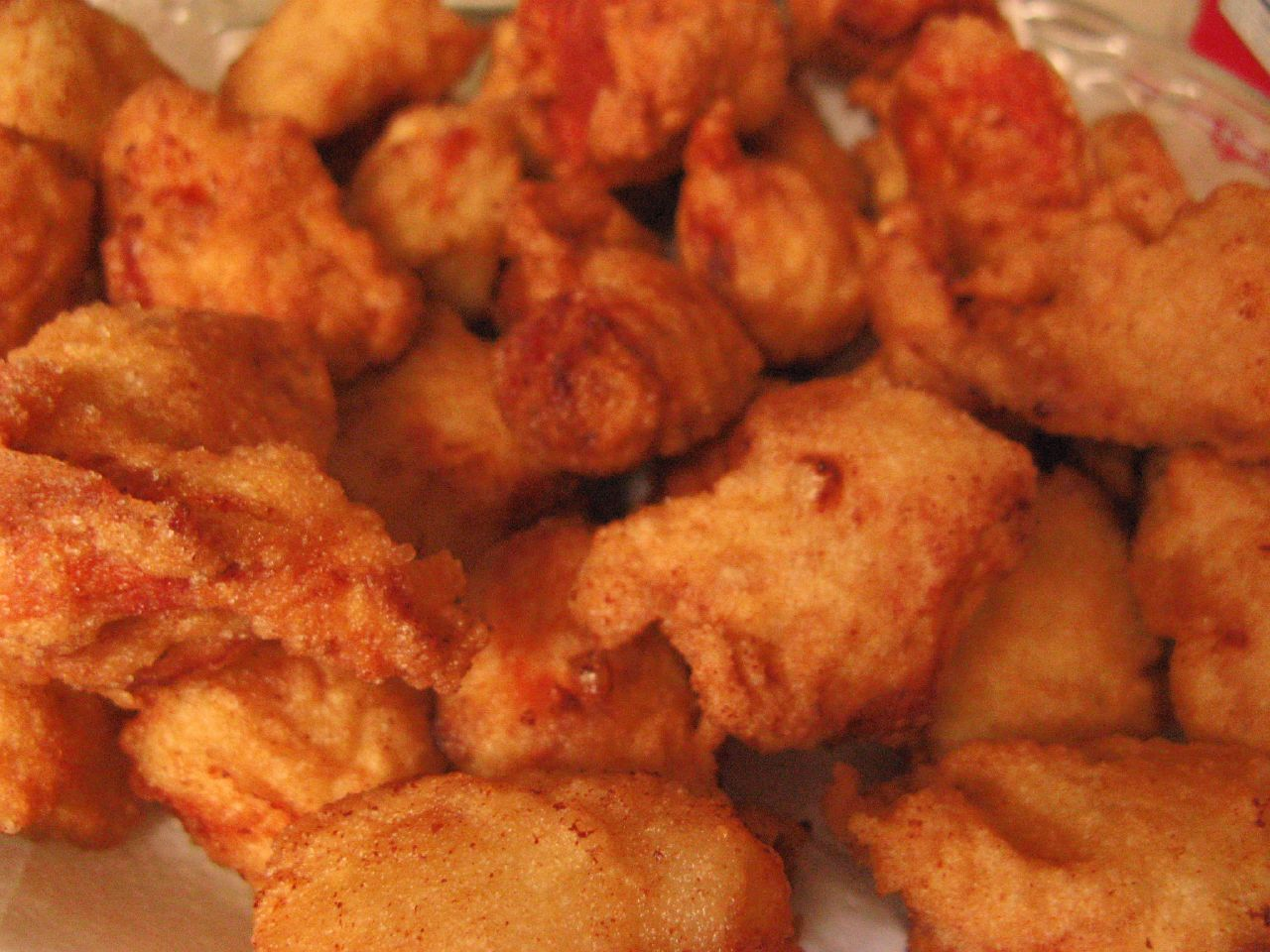
Курица во фритюре с кисло-сладким соусом. Другим вариантом является курица с креветочной пастой
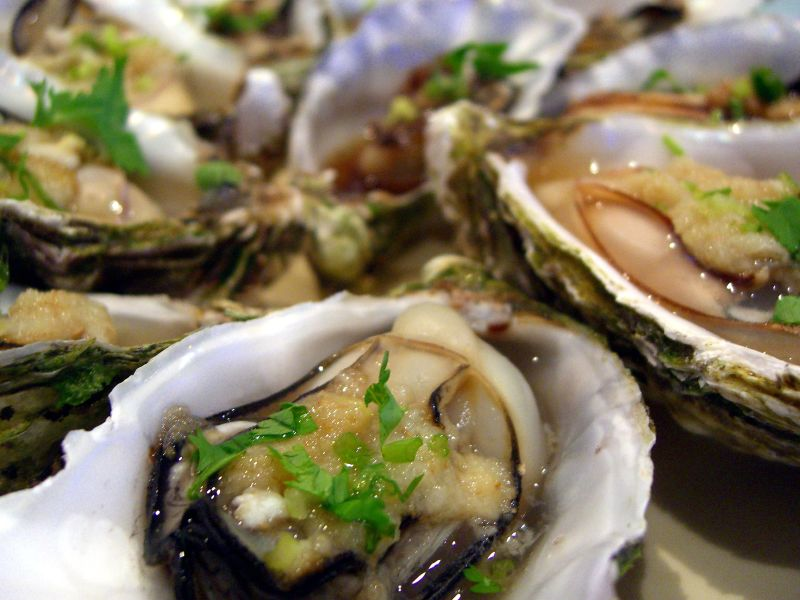
Устрицы на пару, приготовленные двумя способами: с имбирём и чесноком, а также в соусе из чёрных бобов

### Сушёные и консервированные ингредиенты
Хотя кантонские повара уделяют большое внимание свежести основных ингредиентов, для придания блюдам аромата в кухне используется большое количество консервированных продуктов. Это может быть объяснено влиянием кухни народа хакка, поскольку в прошлом хакка являлись доминирующей группой, занимавшей имперский Гонконг и другие южные территории.
Некоторые продукты в процессе сушки, консервирования или окисления приобретают очень насыщенный вкус, в то время как другие консервируют для продления срока хранения. Некоторые повара при приготовлении блюда сочетают одни и те же ингредиенты в свежем и сушёном виде. Сушёные продукты обычно погружаются в воду для повторного наполнения водой перед приготовлением. Эти ингредиенты, как правило, не подаются отдельно, а предлагаются вместе с овощами или другими блюдами кантонской кухни.

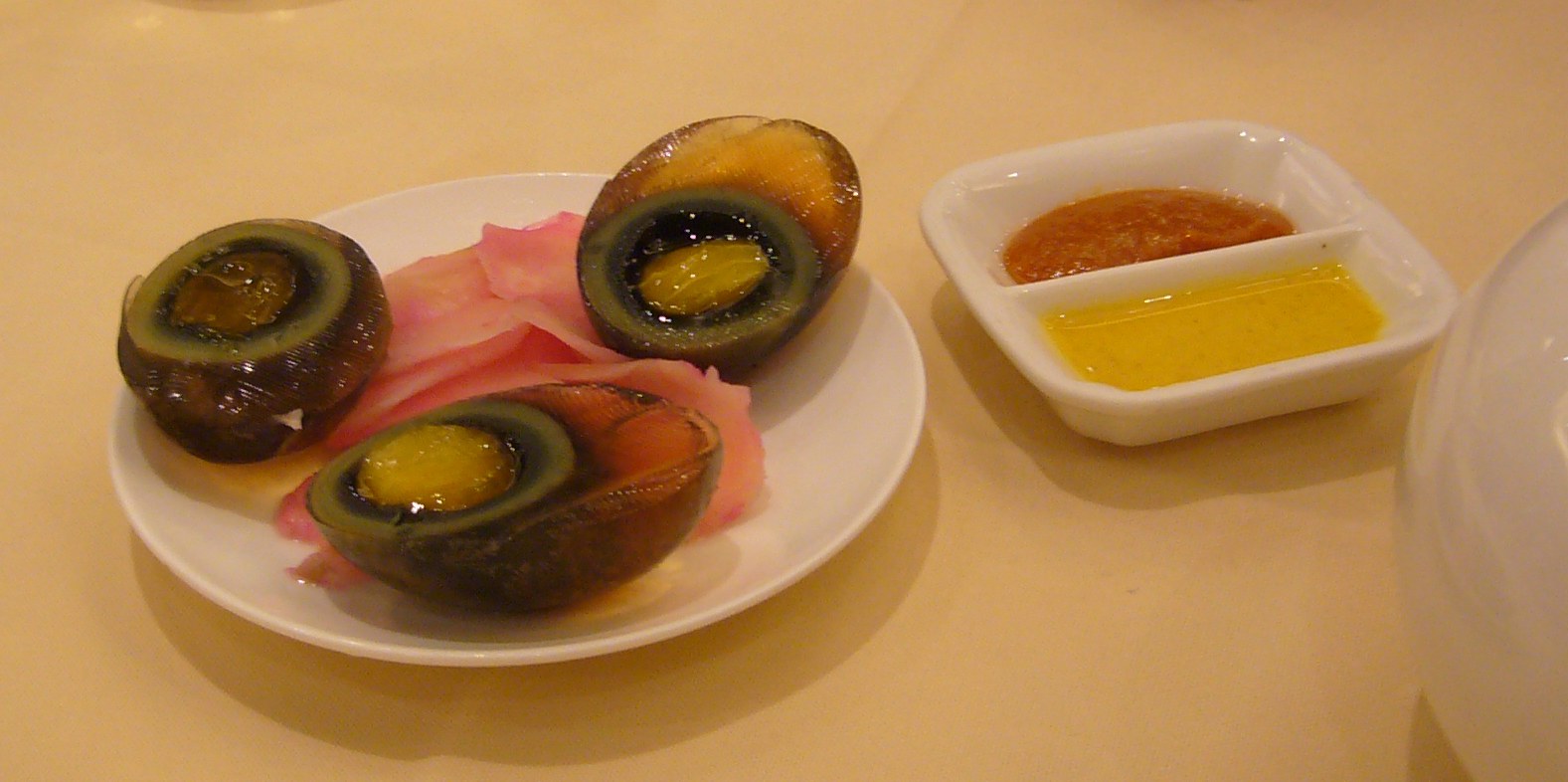
«Столетнее яйцо»
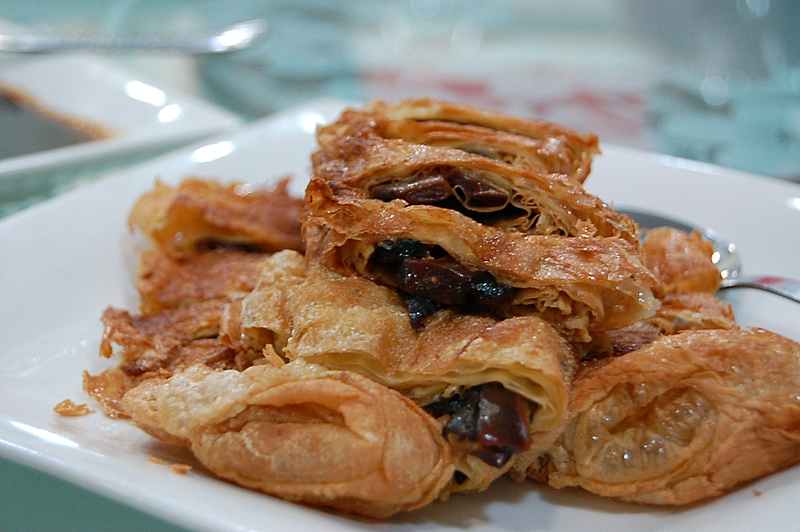
Жаренный во фритюре «вегетарианский гусь», завёрнутый в соевую спаржу

### Традиционные блюда
Ряд блюд являются частью кантонской кухни со времён первых территориальных образований в пределах Гуандуна. Многие из них входят в меню типичных ресторанов кантонской кухни, при этом некоторые более простые блюда чаще встречаются в кантонских домах. Кантонские блюда домашнего приготовления обычно подаются с простым белым рисом.
| Русский                                                                      | Изображение | Кит. трад.   | Кит. упр.    | Ютпхин                       | Пиньинь               |
| ---------------------------------------------------------------------------- | ----------- | ------------ | ------------ | ---------------------------- | --------------------- |
| Жареный рис по-кантонски                                                     |             | 廣式炒飯     | 广式炒饭     | gwong2 sik1 cau2 faan6       | Guǎng shì chǎofàn     |
| Китайская капуста (Choy sum) в устричном соусе                               |             | 蠔油菜心     | 蚝油菜心     | hou4 jau4 coi3 sam1          | háoyóu càixīn         |
| Рисовая каша («конджи») с постной свининой и «столетним яйцом»               |             | 皮蛋瘦肉粥   | 皮蛋瘦肉粥   | pei4 daan2 sau3 juk6 zuk1    | pídàn shòuròuzhōu     |
| Яйцо на пару                                                                 |             | 蒸水蛋       | 蒸水蛋       | zing1 seoi2 daan2            | zhēngshuǐdàn          |
| Парные лягушачьи лапки на листе лотоса                                       |             | 荷葉蒸田雞   | 荷叶蒸田鸡   | ho4 jip6 zing1 tin4 gai1     | héyè zhēng tiánjī     |
| Свиной фарш на пару с солёным утиным яйцом                                   |             | 鹹蛋蒸肉餅   | 咸蛋蒸肉饼   | haam4 daan2 zing1 juk6 beng2 | xiándàn zhēng ròubǐng |
| Тушёные рёбрышки с ферментированными соевыми бобами (доучи) и перцем чили    |             | 豉椒排骨     | 豉椒排骨     | si6 ziu1 paai4 gwat1         | chǐjiāo páigǔ         |
| Тушёная говяжья грудинка                                                     |             | 柱侯牛腩     | 柱侯牛腩     | cyu5 hau4 ngau4 naam4        | zhùhóu niú nǎn        |
| Обжаренная восковая тыква с сушёными креветками и фунчозой                   |             | 大姨媽嫁女   | 大姨妈嫁女   | daai6 ji4 maa1 gaa3 neoi5    | dàyímā jiànǚ          |
| Обжаренный водяной шпинат с измельчённым перцем чили и ферментированным тофу |             | 椒絲腐乳通菜 | 椒丝腐乳通菜 | ziu1 si1 fu6 jyu5 tung1 coi3 | jiāosī fǔrǔ tōngcài   |
| Кисло-сладкая свинина                                                        |             | 咕嚕肉       | 咕噜肉       | gu1 lou1 juk6                | gūlūròu               |
| Рыбные ломтики по-шуньдски                                                   |             | 順德魚生     | 顺德鱼生     | seon6 dak1 jyu4 saang1       | shùndé yú shēng       |

### Блюда, изготавливаемые во фритюре
В кантонской кухне есть небольшое количество жаренных во фритюре блюд, зачастую они представлены как стритфуд (уличная еда). Они подробно документировались во времена колониального Гонконга в XIX и XX веке. Некоторые из них отождествляются с кантонским завтраком и обедом, хотя они также являются частью других кухонь.
| Русский                         | Изображение | Кит. трад. | Кит. упр. | Ютпхин          | Пиньинь   |
| ------------------------------- | ----------- | ---------- | --------- | --------------- | --------- |
| Рыбные шарики из ильной циррины |             | 鯪魚球     | 鲮鱼球    | leng4 jyu4 kau4 | língyúqiú |
| Ютяо                            |             | 油炸鬼     | 油炸鬼    | jau4 zaa3 gwai2 | yóuzháguǐ |
| Чжалян                          |             | 炸兩       | 炸两      | zaa3 loeng5     | zháliǎng  |

### Супы
Суп на медленном огне, или lou fo tong (кит. трад. 老火湯, упр. 老火汤, пиньинь lǎohuǒ tāng, палл. лаохотан, буквально: «суп, приготовленный на медленном огне»), — прозрачный бульон, который готовится путём кипячения мяса и других ингредиентов на медленном огне в течение нескольких часов. В качестве ингредиентов часто используют китайские травы. Существует два основных способа приготовления супа на медленном огне: либо ингредиенты и вода помещаются в кастрюлю, после чего она нагревается непосредственно на огне, что называется bou tong (кит. трад. 煲湯, упр. 煲汤, пиньинь bāo tāng, палл. баотан); либо ингредиенты помещаются в небольшую кастрюлю для тушения, которая ставится в более крупную кастрюлю, наполненную водой, после чего крупная кастрюля нагревается непосредственно на огне. Такой способ называется dun tong (кит. трад. 燉湯, упр. 燉汤, пиньинь dùn tāng, палл. дуньтан). Второй способ позволяет сохранить наиболее оригинальный вкус супа.
В городах со значительным кантонским населением, таких как Гонконг, это блюдо из-за продолжительности времени, необходимого для приготовления супа на медленном огне, подают в сетевых магазинах супов и пунктах доставки.
| Русский                                                 | Кит. трад.         | Кит. упр.          | Ютпхин                                             | Пиньинь                         |
| ------------------------------------------------------- | ------------------ | ------------------ | -------------------------------------------------- | ------------------------------- |
| Кантонский суп из морепродуктов                         | 海皇羹             | 海皇羹             | hoi2 wong4 gang1                                   | hǎihuáng gēng                   |
| Суп из ночноцветного цереуса                            | 霸王花煲湯         | 霸王花煲汤         | baa3 wong4 faa1 bou1 tong1                         | bàwánghuā bāotāng               |
| Суп из ледяного гриба                                   | 銀耳湯             | 银耳汤             | ngan4 ji5 tong1                                    | yín'ěr tāng                     |
| Суп из рёбрышек с водяным крессом и косточками абрикоса | 南北杏西洋菜豬骨湯 | 南北杏西洋菜猪骨汤 | naam4 bak1 hang6 sai1 joeng4 coi3 zyu1 gwat1 tong1 | nánběixìng xīyángcài zhūgǔ tāng |
| Суп из зимней тыквы                                     | 冬瓜湯             | 冬瓜汤             | dung1 gwaa1 tong1                                  | dōngguā tāng                    |

### Морепродукты

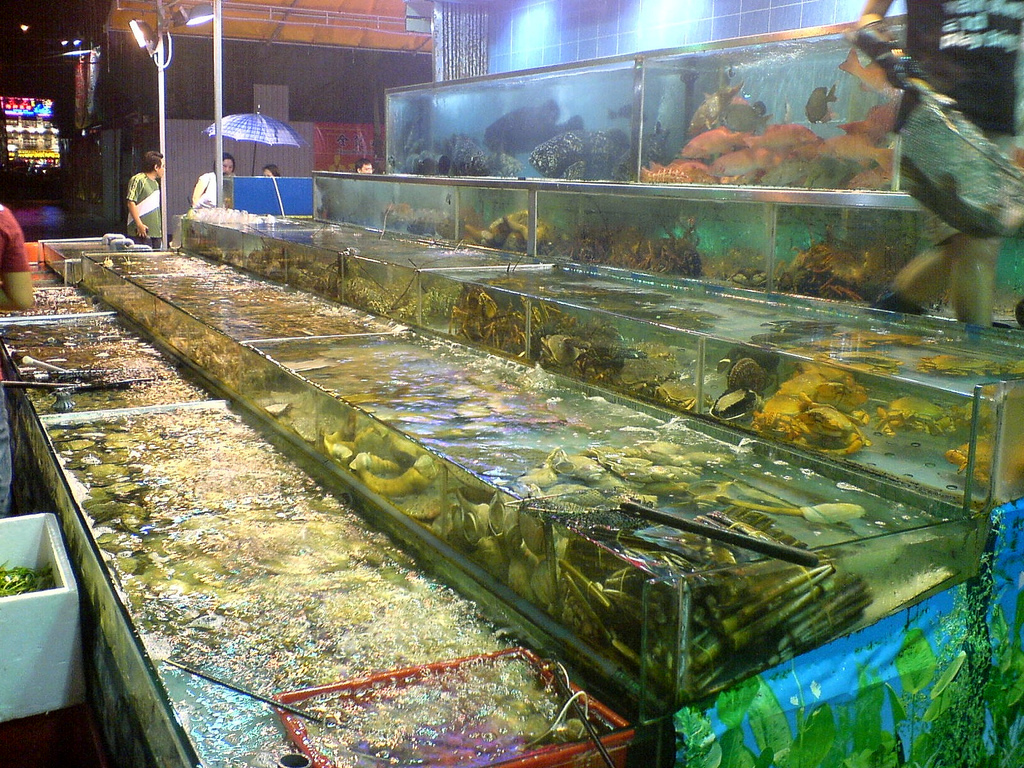
Ёмкости с морепродуктами в кантонском ресторане

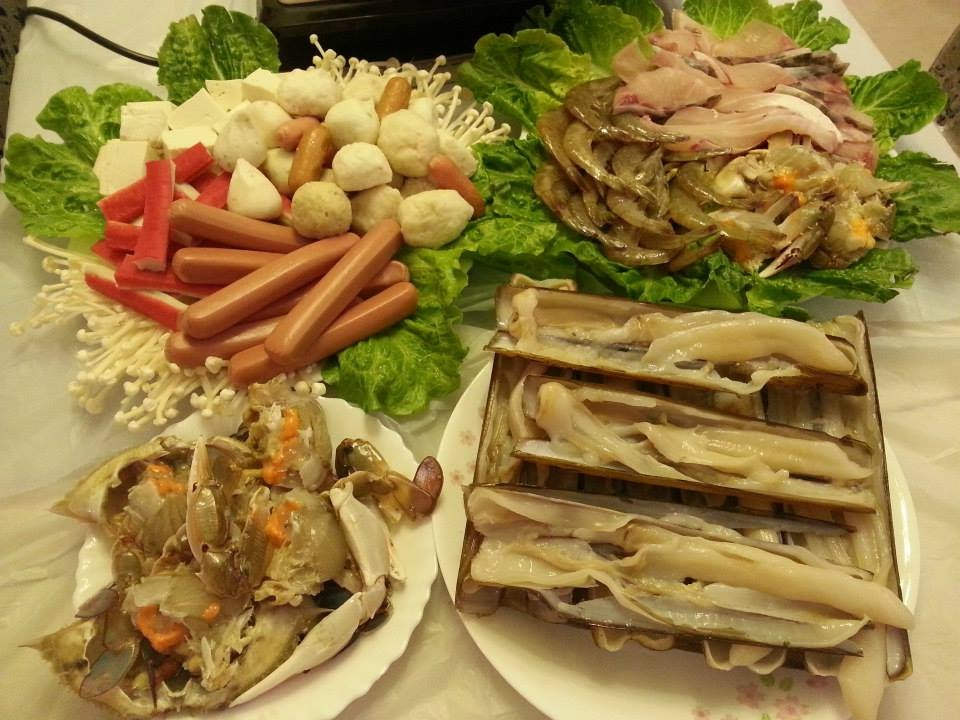
Типичные ингредиенты для хого в кантонском стиле: двустворчатый моллюск (蟶子), краб (蟹), креветка (蝦), колбаса из мяса кур (雞肉腸仔) и рыбные шарики из циррины ильной (魚旦)

Поскольку Гуандун расположен на побережье Южно-Китайского моря, свежие морепродукты занимают важное место в кантонской кухне, и многие кантонские рестораны держат аквариумы или ёмкости с морепродуктами на территории своего предприятия. В кантонской кухне, как и в кухнях других регионов Азии, если морепродукты имеют отталкивающий запах, к ним добавляют пряные специи и соки для маринования. Самые свежие морепродукты не имеют запаха и, согласно кантонскому кулинарному искусству, лучше всего готовятся на пару. Например, в некоторых рецептах к приготовленной на пару рыбе добавляют лишь небольшое количество соевого соуса, имбиря и зелёного лука. В кантонской кухне лёгкие приправы используются только для того, чтобы подчеркнуть естественную сладость морепродуктов. Как правило, острота блюда отрицательно коррелирует со свежестью ингредиентов.
| Русский                                       | Кит. трад. | Кит. упр.  | Ютпхин                      | Пиньинь                |
| --------------------------------------------- | ---------- | ---------- | --------------------------- | ---------------------- |
| Лобстер с имбирём и зелёным луком             | 薑蔥龍蝦   | 薑葱龙虾   | goeng1 cung1 lung4 haa1     | jiāngcōng lóngxiā      |
| Рак-богомол                                   | 攋尿蝦     | 濑尿虾     | laai6 niu6 haa1             | làniàoxiā              |
| Рыба на пару                                  | 蒸魚       | 蒸鱼       | zing1 yu4                   | zhēngyú                |
| Морские гребешки на пару с имбирём и чесноком | 蒜茸蒸扇貝 | 蒜茸蒸扇贝 | syun3 jung4 zing1 sin3 bui3 | suànróng zhēng shànbèi |
| Белые варёные креветки                        | 白灼蝦     | 白灼虾     | baak6 zoek3 haa1            | báizhuóxiā             |

### Блюда из лапши
Лапша подаётся в суповом бульоне либо в жареном виде. Её можно заказать в виде домашних блюд, в меню димсамов или в качестве уличной еды в дай-пай-донгах (вид уличного ресторана), где лапша подаётся с различными начинками, включая рыбные шарики, говяжьи шарики и рыбные ломтики.
| Русский                              | Изображение | Кит. трад. | Кит. упр. | Ютпхин               | Пиньинь         | Комментарий |
| ------------------------------------ | ----------- | ---------- | --------- | -------------------- | --------------- | --- |
| Лапша с говяжьей грудинкой           |             | 牛腩麵     | 牛腩面    | ngau4 laam5 min6     | niú nǎn miàn    | Подаётся в сухом виде или в супе. |
| Рисовая лапша, жареная с говядиной   |             | 乾炒牛河   | 干炒牛河  | gon1 caau2 ngau4 ho2 | gān chǎo niú hé | |
| Чоу мейн                             |             | 炒麵       | 炒面      | caau2 min6           | chǎo miàn       | Общий термин для обозначения различных блюд из лапши, обжаренных во фритюре (стир-фрай). Чоу мейн по-гонконгски готовится из тонкой хрустящей лапши, обжаренной на сковороде. |
| Лапша, раскатанная бамбуковой жердью |             | 竹昇麵     | 竹升面    | zuk1 sing1 min6      | zhúshēngmiàn    | |
| Ло-мейн                              |             | 撈麵       | 捞面      | lou1 min6            | lāo miàn        | |
| Ролл с рисовой лапшой                |             | 腸粉       | 肠粉      | coeng2 fan2          | chángfěn        | Также известно как Чи чонг фан. |
| Рисовая лапша                        |             | 河粉       | 河粉      | ho4 fun2             | héfěn           | Также известно как Хор-фан. |
| Лапша «серебряная игла»              |             | 銀針粉     | 银针粉    | ngan4 zam1 fun2      | yín zhēn fěn    | Также известно как «крысиная лапша» (老鼠粉; lǎoshǔ fěn, lou5 syu2 fan2). |
| Яичная лапша (И Мянь)                |             | 伊麵       | 伊面      | ji1 min6             | yī miàn         | Также известно как лапша э-фу. |
| Суп-лапша с вонтонами                |             | 雲吞麵     | 云吞面    | wan4 tan1 min6       | yúntūn miàn     | |

### Жареное мясо

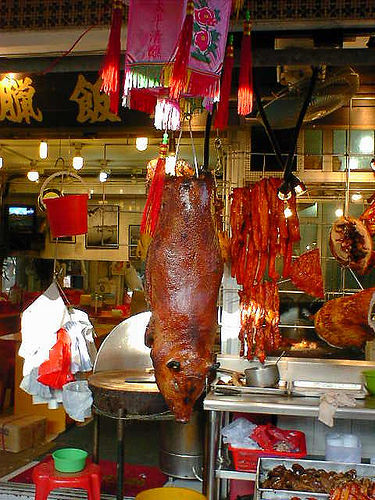
Жареная свинина и чашао

Канонское жареное мясо (сиу мэй; кит. трад. 烧味, упр. 燒味, пиньинь shāo wèi) представляет собой, по сути, китайский способ приготовления блюд на вертеле. В отличие от большинства других блюд кантонской кухни, сиу мэй состоит исключительно из мяса, без овощей.
| Русский         | Изображение | Кит. трад. | Кит. упр. | Ютпхин         | Пиньинь  |
| --------------- | ----------- | ---------- | --------- | -------------- | -------- |
| Чашао           |             | 叉燒       | 叉烧      | caa1 siu1      | chāshāo  |
| Жареная утка    |             | 燒鴨       | 烧鸭      | siu1 aap3      | shāoyā   |
| Жареный гусь    |             | 燒鵝       | 烧鹅      | siu1 ngo4      | shāo'é   |
| Жареная свинина |             | 燒肉       | 烧肉      | siu1 yuk1      | shāoròu  |
| Жареный голубь  |             | 燒乳鴿     | 烧乳鸽    | siu1 jyu5 gap3 | shāorǔgē |

### Ло Мейн
Ло Мейн (кит. трад. 滷味, упр. 卤味, пиньинь lǔ wèi) — название блюд из внутренних органов, внутренностей и других остатков животных. Они широко доступны в южных китайских регионах.
| Изображение | Русский                   | Кит. трад. | Кит. упр. | Ютпхин      | Пиньинь |
| ----------- | ------------------------- | ---------- | --------- | ----------- | ------- |
|             | Говяжьи внутренности      | 牛雜       | 牛杂      | ngau4 zaap6 | niú zá  |
|             | Говяжья грудинка          | 牛腩       | 牛腩      | ngau4 laam5 | niú nǎn |
|             | Куриные потроха           | 雞雜       | 鸡杂      | gai1 zaap6  | jī zá   |
|             | Утиный мускульный желудок | 鴨腎       | 鸭肾      | aap3 san6   | yā shèn |
|             | Свиной язык               | 豬脷       | 猪脷      | zyu1 lei6   | zhū lì  |

### Сиу Лаап
Все мясные блюда, приготавливаемые по-кантонски, включая Сиу Мэй, Ло Мейн и консервированное мясо, можно отнести к Сиу Лаап (кит. трад. 烧腊, упр.  燒臘, пиньинь shāo là). Сиу Лаап также включает такие блюда, как:
| Русский                          | Изображение | Кит. трад. | Кит. упр. | Ютпхин               | Пиньинь     | Комментарий |
| -------------------------------- | ----------- | ---------- | --------- | -------------------- | ----------- | --- |
| Курица в соевом соусе            |             | 豉油雞     | 豉油鸡    | si6 jau4 gai1        | chǐ yóu jī  | |
| Оранжевая каракатица             |             | 鹵水墨魚   | 卤水墨鱼  | lou5 seoi2 mak6 jyu4 | lǔshuǐ mòyú | |
| Утка пашот в бульоне             |             | 滷水鴨     | 卤水鸭    | lou5 seoi2 aap3      | lǔ shuǐ yā  | |
| Белая нарезанная отварная курица |             | 白切雞     | 白切鸡    | baak6 cit3 gai1      | bái qiè jī  | В некоторых местах также известна как белая рубленая курица (кит. трад. 白斬雞, упр. 白斩鸡, пиньинь báizhǎnjī). |

Типичное блюдо состоит из субпродуктов и полупорции нескольких сортов жареного мяса. В большинстве случаев в Сиу Лаап используется белое мясо.
| Русский                                | Изображение | Кит. трад. | Кит. упр.  | Ютпхин                       | Пиньинь             |
| -------------------------------------- | ----------- | ---------- | ---------- | ---------------------------- | ------------------- |
| Рис с китайскими сосисками и чашао     |             | 臘腸叉燒飯 | 腊肠叉烧饭 | laap6 ceung4 caa1 siu1 faan6 | làcháng chāshāo fàn |
| Рис с жареным гусем и гусиными кишками |             | 燒鵝鵝腸飯 | 烧鹅鹅肠饭 | siu1 ngo4 ngo4 coeng4 faan6  | shāo é é cháng fàn  |
| Тарелка сиу мэй                        |             | 燒味拼盤   | 烧味拼盘   | siu1 mei6 ping6 poon4        | shāowèi pīnpán      |
| Закуска из жареного мяса               |             | 燒臘拼盤   | 烧腊拼盘   | siu1 laap6 ping6 pun4        | shāolà pīnpán       |

### Рис в глиняном горшке

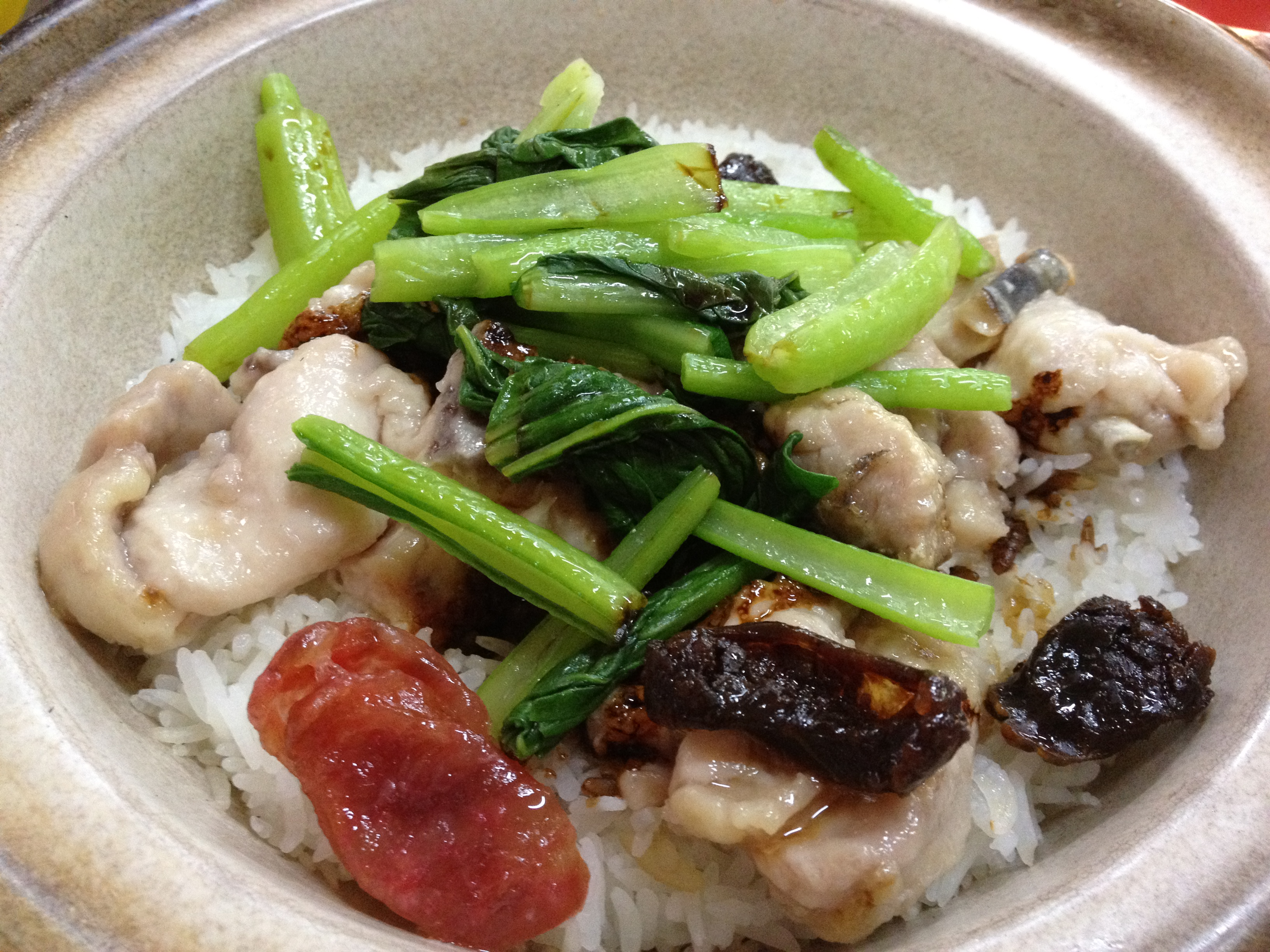
Рис с курицей в горшочке с овощами и китайской колбасой

Блюда из риса в глиняном горшке (кит. трад. 煲仔饭, упр. 煲仔飯, пиньинь bāozǎifàn) готовятся и подаются в горшочке с плоским дном (в отличие от вока с круглым дном). Обычно это кастрюля или кастрюля для тушения. Такие блюда готовят, накрывая крышкой и пропаривая, в результате чего рис и ингредиенты становятся очень горячими и мягкими. Обычно ингредиенты выкладываются поверх риса, практически не перемешиваясь с ним. Существует множество стандартных комбинаций.
| Русский                                           | Кит. трад.   | Кит. упр.    | Ютпхин                          | Пиньинь               |
| ------------------------------------------------- | ------------ | ------------ | ------------------------------- | --------------------- |
| Рис с китайской колбасой и консервированным мясом | 臘味煲仔飯   | 腊味煲仔饭   | laap6 coeng2 bou1 zai2 faan6    | làwèi bāozǎifàn       |
| Рис со слоеным яйцом и говядиной                  | 窩蛋牛肉飯   | 窝蛋牛肉饭   | wo1 daan2 ngaw4 juk6 faan6      | wōdàn niúròu fàn      |
| Рис с котлетой из говяжьего фарша                 | 肉餅煲仔飯   | 肉饼煲仔饭   | juk6 beng2 bou1 zai2 faan6      | ròubǐng bāozǎifàn     |
| Рис с рёбрышками                                  | 排骨煲仔飯   | 排骨煲仔饭   | paai4 gwat1 bou1 zai2 faan6     | páigǔ bāozǎifàn       |
| Рис с курицей на пару                             | 蒸雞肉煲仔飯 | 蒸鸡肉煲仔饭 | zing1 gai1 juk6 bou1 zai2 faan6 | zhēng jīròu bāozǎifàn |

### Блюда для банкета или ужина
Ряд блюд традиционно подаётся в кантонских ресторанах только во время ужина. Рестораны, специализирующиеся на димсам, перестают подавать блюда в бамбуковых корзинках после периода ямча (аналог послеобеденного чая) и начинают предлагать совершенно другое меню в вечернее время. Некоторые блюда являются стандартными, а другие — региональными. Некоторые из них готовятся по специальному заказу, например, для китайских бракосочетаний или банкетов. Блюда из соли и перца — одни из немногих острых блюд.
| Русский                        | Изображение | Кит. трад. | Кит. упр.  | Ютпхин                     | Пиньинь           |
| ------------------------------ | ----------- | ---------- | ---------- | -------------------------- | ----------------- |
| Хрустящая жареная курица       |             | 炸子雞     | 炸子鸡     | zaa3 zi2 gai1              | zhá zǐ jī         |
| Утка с таро                    |             | 陳皮芋頭鴨 | 陈皮芋头鸭 | can4 pei4 wu6 tau4 aap3    | chén pí yùtóu yā  |
| Жареный тофу с креветками      |             | 蝦仁炒豆腐 | 虾仁炒豆腐 | haa1 joeng4 caau2 dau4 fu6 | xiārén chǎo dòufǔ |
| Жареный голубь                 |             | 乳鴿       | 乳鸽       | jyu5 gap3                  | rǔ gē             |
| Жареный молочный поросёнок     |             | 燒乳豬     | 烧乳豬     | siu1 jyu5 zyu1             | shāo rǔ zhū       |
| Птичье гнездо из морепродуктов |             | 海鮮雀巢   | 海鮮雀巢   | hoi2 sin1 zoek3 caau4      | hǎixiān quècháo   |
| Креветки с солью и перцем      |             | 椒鹽蝦     | 椒盐虾     | ziu1 jim4 haa1             | jiāo yán xiā      |
| Кислые рёбрышки                |             | 生炒排骨   | 生炒排骨   | saang1 cau2 paai4 gwat1    | shēng chǎo páigǔ  |
| Ребрёшки с солью и перцем      |             | 椒鹽骨     | 椒盐骨     | ziu1 jim4 paai4 gwat1      | jiāo yán gǔ       |
| Кальмар с солью и перцем       |             | 椒鹽魷魚   | 椒盐鱿鱼   | ziu1 jim4 jau4 jyu2        | jiāo yán yóuyú    |
| Поджаренный рис из Янчжоу      |             | 揚州炒飯   | 扬州炒饭   | Joeng4 zau1 cau2 faan6     | Yángzhōu chǎofàn  |

### Десерты
После вечерней трапезы в большинстве кантонских ресторанов подают тонг суй (кит. трад. 糖水, пиньинь táng shuǐ; «сахарная вода») — сладкий суп. Многие разновидности тонг суй встречаются и в других китайских кухнях. Некоторые десерты являются традиционными, а другие — недавними новинками. В более дорогих ресторанах обычно предлагают фирменные десерты. Сахарная вода — общее название десерта в провинции Гуандун. Его готовят, добавляя воду и сахар к другим ингредиентам.
| Русский                        | Изображение | Кит. трад. | Кит. упр. | Ютпхин                 | Пиньинь         |
| ------------------------------ | ----------- | ---------- | --------- | ---------------------- | --------------- |
| Суп из чёрного кунжута         |             | 芝麻糊     | 芝麻糊    | zi1 maa4 wu2           | zhīmahú         |
| Кокосовый пудинг               |             | 椰汁糕     | 椰汁糕    | je4 zap1 gou1          | yēzhīgāo        |
| Молоко с двойной пенкой        |             | 雙皮奶     | 双皮奶    | soeng1 pei4 naai5      | shuāngpínǎi     |
| Суп из золотистой фасоли       |             | 綠豆沙     | 绿豆沙    | luk6 dau6 saa1         | lǜdòushā        |
| Суп из красной фасоли          |             | 紅豆沙     | 红豆沙    | hong4 dau6 saa1        | hóngdòushā      |
| Пудинг из тапиоки              |             | 西米露     | 西米露    | sai1 mei5 lou6         | xīmǐlù          |
| Дроблёный лёд                  |             | 刨冰       | 刨冰      | paau4 bing1            | bǎobīng         |
| Яичный заварной крем на пару   |             | 燉蛋       | 炖蛋      | dan6 daan2             | dùndàn          |
| Молочный заварной крем на пару |             | 燉奶       | 炖奶      | dan6 naai5             | dùnnǎi          |
| Сладкая китайская выпечка      |             | 糕點       | 糕点      | gou1 dim2              | gāodiǎn         |
| Суп с бататами                 |             | 番薯糖水   | 番薯糖水  | faan1 syu4 tong4 seoi2 | fānshǔ tángshuǐ |
| Цветочный пудинг из тофу       |             | 豆腐花     | 豆腐花    | dau6 fu6 faa1          | dòufǔhuā        |
| Черепаховое желе               |             | 龜苓膏     | 龟苓膏    | gwai1 ling4 gou1       | guīlínggāo      |

### Деликатесы
Некоторые кантонские деликатесы состоят из частей, взятых у редких или исчезающих животных, что вызывает споры о правах животных и экологических проблемах. Часто это связано с утверждениями о пользе некоторых продуктов животного происхождения для здоровья. Например, широко распространённое утверждение, что акулий хрящ способен вылечить рак, привело к сокращению популяции акул. Однако научные исследования не выявили доказательств, подтверждающих эффективность акульего хряща в лечении рака.
| Русский                  | Изображение | Кит. трад. | Кит. упр. | Ютпхин          | Пиньинь    |
| ------------------------ | ----------- | ---------- | --------- | --------------- | ---------- |
| Суп из гнёзд             |             | 燕窝       | 燕窝      | jin1 wo1        | yànwō      |
| Тушёный абалон           |             | 燜鮑魚     | 焖鲍鱼    | mun6 baau1 jyu4 | mèn bàoyú  |
| Медуза                   |             | 海蜇       | 海蜇      | hoi2 zit3       | hǎizhé     |
| Морской огурец           |             | 海参       | 海参      | hoi2 saam1      | hǎishēn    |
| Суп из акульих плавников |             | 魚翅湯     | 鱼翅汤    | jyu4 ci3 tong1  | yúchì tāng |